# Cosmolepis
Cosmolepis è un genere estinto di pesci ossei appartenenti agli attinotterigi vissuti nel Giurassico inferiore. Comprende una sola specie riconosciuta, Cosmolepis ornatus, i cui resti fossili sono stati rinvenuti nel Blue Lias in Inghilterra.

## Descrizione
Cosmolepis ornatus è caratterizzato da scaglie ben mineralizzate ricoperte di ganoina, con una ornamentazione debole costituita da creste smaltate. Le ossa della regione guanciale e le mascelle presentano pieghe smaltate vermiformi disposte prevalentemente in direzione longitudinale. Il tetto cranico mostra una finissima tubercolatura, mentre l’opercolo e le ossa mascellari appaiono relativamente lisce e prive di tubercoli. Cosmolepis possiede numerosi raggi branchiostegali che si estendono quasi per tutta la lunghezza della mandibola, ma non presenta placca gulare. Questo lo differenzia da forme affini come i coccolepididi (ad esempio Toarcocephalus).

## Tassonomia
Cosmolepis è stato descritto per la prima volta nel 1853 da Egerton, sulla base di fossili ritrovati nella formazione Blue Lias in Inghilterra. Cosmolepis è l'unico genere attribuito alla famiglia estinta Cosmolepididae. In passato è stato incluso tra i Palaeonisciformes, un raggruppamento di pesci attinotterigi basali oggi considerato parafiletico.
Esemplari provenienti dalla Formazione di Moltrasio di Osteno (Italia) sono state in passato riferite a Cosmolepis per similitudini morfologiche generiche con altri pesci “palaeoniscoidi”, ma studi recenti suggeriscono che questi esemplari non appartengano effettivamente a questo taxon.